# D 877 (Türkei)
Die Straße D 883 (Devlet yolu 883) ist eine insgesamt 259 km lange Straße in der Türkei. Sie besteht aus zwei auseinanderliegenden Teilabschnitten. Die Straße weist 11 Tunnel auf, die beiden längsten mit über 1800 m Länge (Güvenlik-Tunnel zwischen Tirebolu und Doğankent 1835 m und Kirazlık-Tunnel vor Torul 1851 m).

## Verlauf
Der nördliche Abschnitt der Straße führt von Tirebolu an der Küste des Schwarzen Meers (Schwarzmeerküstenstraße D 010 (Europastraße 70)) zunächst nach Süden über Doğankent und dann nach Südosten durch Kürtün zur D 885, die nördlich von Torul erreicht wird.
Der Südabschnitt führt über eine Strecke von 19 km führt von Refahiye an der West-Ost-Achse der D 200 (Europastraße 80) 73 km westlich von Erzincan über den Pass Arpayazıbeli Geçidi (1880 m) und Gümüşakar sowie den Pass Sünebeli Geçidi (1800 m) und Kuruçay nach Südwesten zum Oberlauf des Euphrat (Fırat). Weiter führt sie durch die Stadt İliç, schneidet dann über den Pass Çimento Geçidi (1270 m) eine größere Flussbiegung ab und erreicht Kemaliye. Sie verlässt das Tal des Euphrat über den Pass Dutluca Geçidi (1200 m) und endet in Arapgir an der Straße D 260.